# دييغو باربوزا
دييغو باربوزا (بالإسبانية: Diego Barboza)‏ (9 يناير 1991 بمونتفيدو في الأوروغواي - ) هو لاعب كرة قدم أوروغواني في مركز الدفاع. لعب مع رامبلا جونيورز وناسيونال مونتيفيديو ونادي رينتيستاس ونادي هوراكان.

## روابط خارجية
- دييغو باربوزا على موقع قاعدة بيانات كرة القدم.إي يو (الإنجليزية)
- دييغو باربوزا على موقع Soccerway.com (الإنجليزية)